# 데이터 압축비
데이터 압축비(영어: Data compression ratio)는 압축률(compression power)이라고도 하며, 데이터 압축 알고리즘에 의해 생성된 데이터 표현 크기의 상대적 감소를 측정하는 값이다. 일반적으로 비압축 크기를 압축 크기로 나눈 값으로 표현된다.

## 정의
데이터 압축비는 비압축 크기와 압축 크기 사이의 비율로 정의된다.
{\displaystyle {\rm {Compression\;Ratio}}={\frac {\rm {Uncompressed\;Size}}{\rm {Compressed\;Size}}}}
따라서 파일의 저장 크기를 10 MB에서 2 MB로 압축하는 표현은 10/2 = 5의 압축비를 가지며, 이는 종종 명시적인 비율인 5:1("오 대 일"로 읽음) 또는 암시적인 비율인 5/1로 표기된다. 이 공식은 압축 시에는 비압축 크기가 원본 크기이고, 압축 해제 시에는 비압축 크기가 재현된 크기라는 점에서 동일하게 적용된다.
때로는 공간 절약률이 대신 주어지는데, 이는 비압축 크기에 대한 크기 감소로 정의된다.
{\displaystyle {\rm {Space\;Saving}}=1-{\frac {\rm {Compressed\;Size}}{\rm {Uncompressed\;Size}}}}
따라서 파일의 저장 크기를 10 MB에서 2 MB로 압축하는 표현은 1 - 2/10 = 0.8의 공간 절약률을 가지며, 이는 종종 백분율인 80%로 표기된다.
스트리밍 오디오 및 비디오와 같이 크기가 불확정한 신호의 경우, 압축비는 데이터 크기 대신 비압축 및 압축 데이터 전송률로 정의된다.
{\displaystyle {\rm {Compression\;Ratio}}={\frac {\rm {Uncompressed\;Data\;Rate}}{\rm {Compressed\;Data\;Rate}}}}
그리고 공간 절약 대신 '데이터 전송률 절약'이라고 하는데, 이는 비압축 데이터 전송률에 대한 데이터 전송률 감소로 정의된다.
{\displaystyle {\rm {Data\;Rate\;Saving}}=1-{\frac {\rm {Compressed\;Data\;Rate}}{\rm {Uncompressed\;Data\;Rate}}}}
예를 들어, CD 형식의 비압축 음악 파일은 16비트/채널 x 2채널 x 44.1 kHz ≅ 1.4 Mbit/s의 데이터 전송률을 가지지만, iPod의 AAC 파일은 일반적으로 128 kbit/s로 압축되어 10.9의 압축비를 가지며, 이는 0.91 또는 91%의 데이터 전송률 절약에 해당한다.
비압축 데이터 전송률을 알 때, 압축 전송률로부터 압축비를 추론할 수 있다.

## 비손실 대 손실
비디오, 디지털 필름 및 오디오와 같은 디지털 데이터의 비손실 압축은 모든 정보를 보존하지만, 데이터의 내재된 정보 엔트로피 때문에 일반적으로 2:1보다 훨씬 좋은 압축비를 달성하지 못한다. 더 높은 비율을 제공하는 압축 알고리즘은 매우 큰 오버헤드를 발생시키거나 특정 데이터 시퀀스(예: 대부분 0으로 이루어진 파일 압축)에만 작동한다. 이와 대조적으로 손실 압축(예: 이미지의 JPEG, 오디오의 MP3 및 오푸스)은 중요한 정보 손실로 인한 시각적 또는 오디오 압축 아티팩트가 발생함에 따라 품질 저하를 대가로 훨씬 더 높은 압축비를 달성할 수 있다. 예를 들어 블루투스 오디오 스트리밍이 있다. 1080i 비디오를 20 Mbit/s MPEG 트랜스포트 스트림에 넣으려면 최소 50:1의 압축비가 필요하다.

## 용도
데이터 압축비는 데이터 세트 또는 신호의 복잡도를 측정하는 데 사용될 수 있다. 특히 알고리즘 복잡도를 근사하는 데 사용된다. 또한 파일이 원본 크기를 늘리지 않고 얼마나 압축될 수 있는지를 확인하는 데도 사용된다.